# باگنی دی لوکا
باگنی دی لوکا (به ایتالیایی: Bagni di Lucca) یک کومونه در ایتالیا است که در استان لوکا واقع شده‌است.

## خصوصیات
باگنی دی لوکا ۱۶۴٫۶۵ کیلومترمربع مساحت و ۶٬۵۴۱ نفر جمعیت دارد و ۱۵۰ متر بالاتر از سطح دریا واقع شده‌است.

## خواهرخوانده
شهر لونگارونه خواهرخواندهٔ باگنی دی لوکا هست.